# Pleurodeles nebulosus
Pleurodeles nebulosus är en groddjursart som först beskrevs av Alphone Guichenot 1850.  Pleurodeles nebulosus ingår i släktet Pleurodeles och familjen vattensalamandrar. IUCN kategoriserar arten globalt som sårbar. Inga underarter finns listade i Catalogue of Life.